# Esecuzione postuma

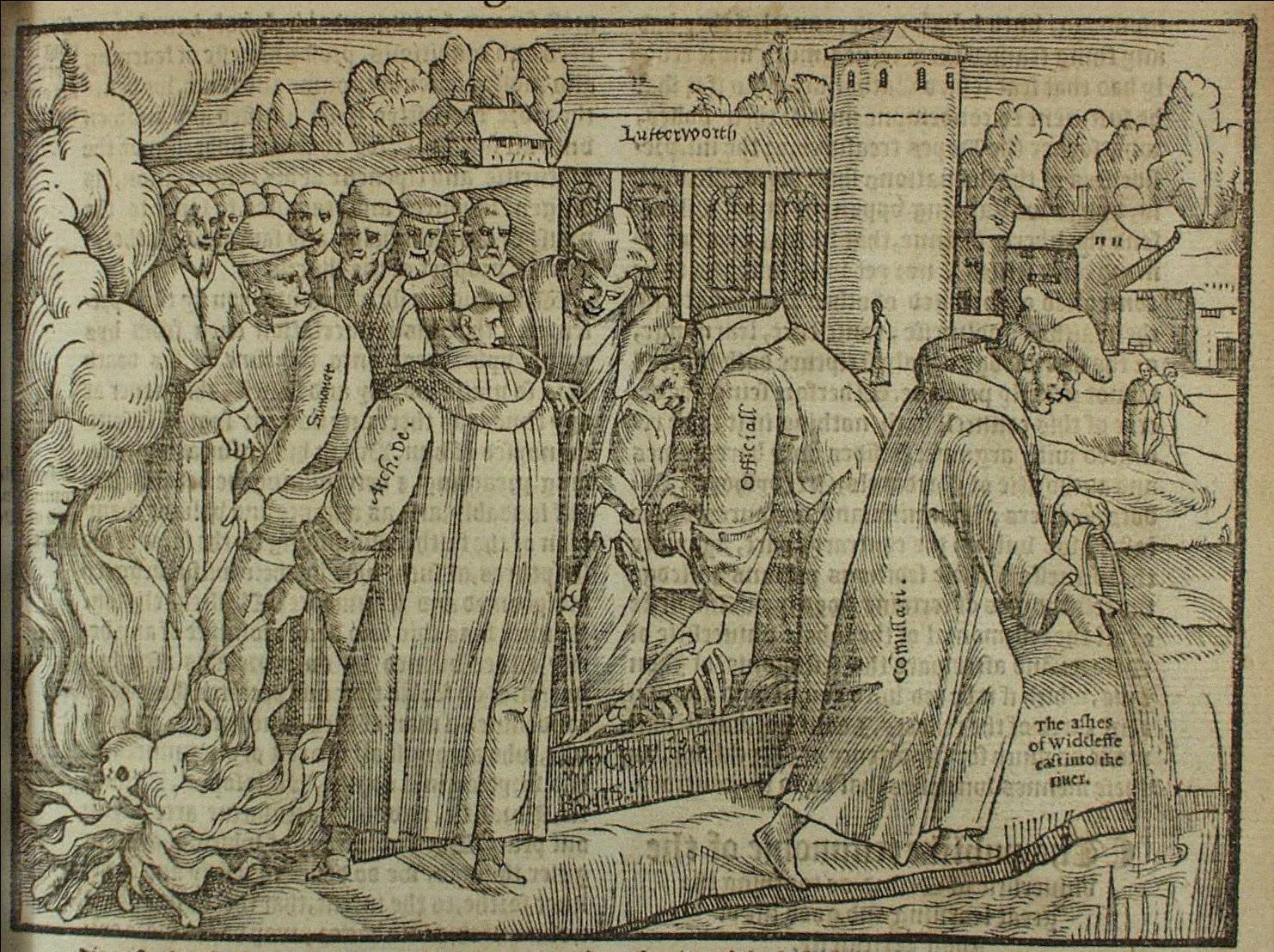
John Wyclif viene riesumato e bruciato.

L'esecuzione postuma è il rituale di esecuzione compiuto sul corpo di una persona già morta.

## Esempi
- Il re di Sparta Leonida I venne decapitato e crocifisso dopo la sua morte nella battaglia delle Termopili (480 a.C.).
- Li Linfu, cancelliere della dinastia Tang durante il regno dell'imperatore Xuan Zong (712-756) venne riesumato e condannato per alto tradimento a causa della sua implicazione nella ribellione di An Lushan.
- Papa Formoso, nell'897, nove mesi dopo la sua morte, venne riesumato, processato e condannato durante il cosiddetto concilio cadaverico. Fu mutilato ed i suoi resti gettati nel Tevere.
- John Wyclif (1328–1384) venne arso come eretico 45 anni dopo la sua morte.
- Vlad III di Valacchia (1431–1476) venne decapitato dopo il suo assassinio.
- Re Riccardo III d'Inghilterra (1452–1485) venne impiccato dal suo successore Enrico VII dopo la sua morte nella battaglia di Bosworth Field[1].
- Pietro Martire Vermigli (1500–1562) venne bruciato anni dopo la sua morte.
- Oliver Cromwell (1599-1658) il 30 gennaio 1661 venne riesumato, impiccato e squartato. Al termine il corpo fu gettato in una fossa comune, tranne la testa, infilata su un palo ed esposta davanti all'abbazia di Westminster fino al 1685. Successivamente questo macabro cimelio passò di mano molte volte, per essere finalmente sepolto nel cimitero del Sidney Sussex College nel 1960.
- Nils Dacke, leader di una rivolta contadina nel XVI secolo in Svezia.
- Nel 1917 il corpo del monaco russo Grigorij Efimovič Rasputin venne riesumato e bruciato.
- Gracia Jacques, sostenitore di François Duvalier, dittatore di Haiti, venne riesumato e ritualmente ucciso nel 1986.
- Zahra Esmaili, nel carcere di Rajei-Shahr, nella città iraniana di Karaj, nel febbraio 2021 "è morta per arresto cardiaco prima che le venisse messo il cappio al collo", ma l'esecuzione ha comunque avuto luogo[2].